# انیتو زوبیکارای
انیتو زوبیکارای (انگلیسی: Eñaut Zubikarai؛ زادهٔ ۲۶ فوریهٔ ۱۹۸۴) بازیکن فوتبال اهل اسپانیا است.
از باشگاه‌هایی که در آن بازی کرده‌است می‌توان به باشگاه فوتبال رئال سوسیداد، باشگاه فوتبال توندلا، باشگاه فوتبال ایبار، و باشگاه فوتبال اوکلند سیتی اشاره کرد.